# تیمیه‌نیتس یاسچمپ
تیمیه‌نیتس یاسچمپ (به لاتین: Tymieniec-Jastrząb) یک منطقهٔ مسکونی در لهستان است که در Gmina Szczytniki واقع شده‌است.